# Sint-Stefanuskerk (Saint-Étienne-au-Mont)
De Sint-Stefanuskerk of Sint-Stevenskerk (Frans: Église Saint-Étienne) is de parochiekerk van het tot het Franse departement Pas-de-Calais behorende, in de gemeente Saint-Étienne-au-Mont gelegen plaatsje Écault.
De kerk ligt op een heuveltop van 124 meter, de Moustier Saint-Etienne genaamd. Hier ontwikkelde zich de kern van Saint-Étienne. Volgens een 13e-eeuws document zou hier in 1121 al een kerk hebben gestaan. Delen van het 12e-eeuwse gebouw zijn nog aanwezig, en wel betreft de drie traveeën van het schip. Dit zijn de enige overblijfselen van cisterciënzer architectuur in Noord-Frankrijk.
In de 16e eeuw werd deze kerk vernield door de Engelsen. In 1630 werd de kerk herbouwd, maar de middelen daartoe waren schaars, zodat een bescheiden bouwwerk ontstond.
In 1803 beschreef de deken van Samer het gebouw als zeer bouwvallig. Een simpele klokkengevel moest de klok herbergen. Einde 19e eeuw werd een bescheiden klokkentoren gebouwd.
Ondertussen had de kern van de gemeente zich naar het dal verplaatst, waar men sinds 1895 kerkte in de nieuwe Sint-Theresiakerk. De Sint-Stefanuskerk werd voortaan nog onderhouden door de gemeente. De kerk bleef omringd door een kerkhof.